# Boscobel (Wisconsin)
Boscobel – miasto w Stanach Zjednoczonych, w stanie Wisconsin, w hrabstwie Grant.